# Def Tech
 (janvier 2010).
Si vous disposez d'ouvrages ou d'articles de référence ou si vous connaissez des sites web de qualité traitant du thème abordé ici, merci de compléter l'article en donnant les références utiles à sa vérifiabilité et en les liant à la section « Notes et références ».

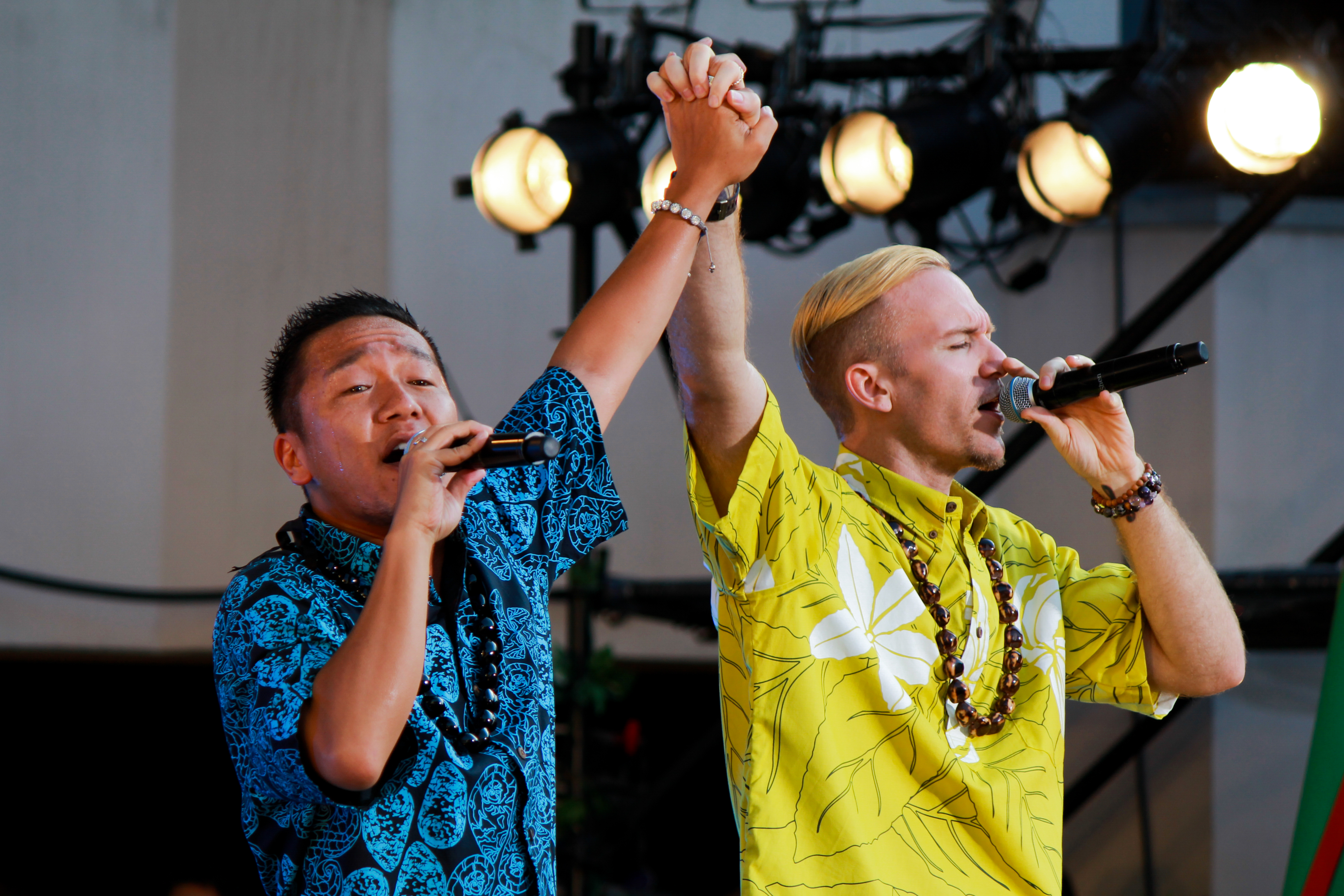
Micro et Shen du groupe Def Tech

Def Tech est un groupe japonais de reggae. C'est Jesse, le chanteur de Rize qui a trouvé le nom du groupe. Il signe avec un label indépendant, Tenseibaka Records, qui sort leur 1er album, Def Tech, en 2005. Il se place numéro un du classement national japonais, et, pendant une longue période, le record des ventes au Japon avec plus de 1,5 million d'exemplaires vendus. Le second, Lokahi Lani, sorti le 29 juin 2005, se classe dans le top 5 des ventes nationales. Def Tech se produit sur scène en juillet 2005 à l'occasion du Live8 au Japon.
Cette année-là, Def Tech instaure un nouveau genre musical appelé « Jawaiian reggae » (contraction de Japanese-Hawaiian Reggae). Ils écrivent eux-mêmes leurs musiques, les arrangements et assurent la production de leur musique. Les contrastes entre les deux hommes et leurs cultures musicales caractérisent leur musique. 
En janvier 2006, la sortie du troisième album est reporté à cause de problèmes au sein du groupe. Ils décident de faire une pause. Les rumeurs sont confirmées en septembre 2007 sur internet lorsqu'il est annoncé sur leur site officiel que le groupe se sépare. Ils ne s'entendaient plus sur la façon dont ils voulaient évoluer musicalement.

## Membres

### Shen
Shen est né le 9 mai 1981 en Chine et a grandi à Hawaii. Son vrai nom est Shenan Brown. Il a visité plusieurs fois le Japon pour le job de son père. Par la suite il est devenu bilingue anglais et japonais. Cela a finalement mené à sa détermination d'apporter la musique Jawaiian au Japon à 21 ans. Il aime lire des livres et regarder des films d'horreur, mais gère le temps pour noter ses pensées de poésies dans un calepin qu'il emporte partout. Jusqu'à présent, il compte près de 360 poésies dans sa collection.

### Micro
Micro est né le 28 août 1980 à Tokyo (Japon). Son vrai nom est Yuki Nishimiya. Il a été jusqu'à l'université. Il a créé un label de musique Primary Color Recordz.

## Def Tech dans la culture populaire
L'album sorti en 2006, Catch the wave, a inclus la chanson du même titre, utilisée dans des bandes annonces en 2006 pour le film Catch a wave. Mais elle n'a pas été mise dans le film lui-même. Micro y joue un surfeur qui utilise son vrai nom (Yuki Nishimiya) dans le film.
Le jeu de simulation de batterie sorti sur Playstation nommé Taiko no Tatsujin Vol.6 a inclus la chanson My Way de Def Tech.

## Discographie

### Singles
- Canción de la expansión - Only on iTunes on September 3, 2005. (Limited)
- Bolero - Only on iTunes
- Be The One - Only on iTunes

### DVDs
- いのり feat. Sakura (Inori feat. Sakura) [DVD Single]
- Def Tech 武道館 [Live DVD]
- OKINAWA Live [Live DVD]

### Only iTunes
1st
- 2006 : 1 x 2c

1. Consolidation Song
2. Deep Blue
3. Emergency
4. Future Child
5. High on Life
6. In Outside
7. Jah Live
8. KONOMAMA Def Tech reintroducing RIZE
9. Lokahi Lani
10. Micro's House
11. My Way
12. Pacific Island Music
13. Quality Of Life
14. KONOMAMA

(album en édition limitée, réservée à l'iTunes Music Store)
2nd
- Footage [Video Playlist]

3rd
- Def Tech: Concert Film 2006 [Film at only iTunes]

### Def Tech selects Omnibus Album
- Def Tech presents Jawaiian Style Records ～Haleiwa～
- Def Tech presents Jawaiian Style Records ～Laniakea～
- Def Tech presents Jawaiian Style Records ～Waimea～
- Def Tech presents Jawaiian Style Records ～Ehukai～

## Clips
- Issus de Def Tech :
  - My Way (2004)
  - High on Life (2005)

- Issus de Lokahi Lani :
  - Lokahi Lani (2005)
  - KONOMAMA reintroducing RIZE (2005)

- Issus de Catch The Wave :
  - Catch The Wave (2006)
  - いのり (Inori) feat. SAKURA (2006)
  - Lift Up feat. Lafa Taylor (2006) (vidéo promotionnelle live)

## Collaborations
- RIZE introducing Def Tech - VIBRATION
- Dan feat. Shen of Def Tech - Jump Around
- Yuna Ito feat. Micro of Def Tech - Mahaloha

## Récompenses
- MTV Video Music Awards Japan 2007 - Meilleur clip - KONOMAMA reintroducing RIZE
- MTV Video Music Awards Japan 2007 - Meilleur clip de nouvel artiste - KONOMAMA reintroducing RIZE
- MTV Video Music Awards Japan 2007 - Album de l'année - Catch The Wave